# Lockheed L-100 Hercules
Il Lockheed L-100 Hercules è un aereo da trasporto quadri motore turboelica ad ala alta sviluppato dall'azienda aeronautica Statunitense Lockheed Corporation negli anni sessanta.
Modello derivato dal trasporto tattico C-130 Hercules e destinato al mercato dell'aviazione civile, venne prodotto in un buon numero di esemplari, molti dei quali ancora in servizio sia nella compagnie aeree cargo che in alcune forze aeree mondiali.

## Storia del progetto
Nel 1959 la compagnia aerea statunitense Pan American World Airways sottoscrisse un ordine di fornitura per 12 Lockheed GL-207 Super Hercules equipaggiati con quattro motori turboelica Allison T61 da 6 000 eshp con la clausola di completa evasione dell'ordine entro il 1962. Il Super Hercules avrebbe dovuto essere più lungo di 7,11 m (23 ft 4 in) rispetto alla versione C-130B. Nello stesso periodo vennero avviati lo sviluppo di due nuove diverse varianti, una equipaggiata con quattro turboelica Rolls-Royce Tyne da 6 445 shp ciascuno ed una a reazione che prevedeva la sostituzione dei turboelica con quattro turboventola Pratt & Whitney JT3D-11. Tuttavia sia la Pan American che la Slick Airways (che ne aveva ordinati sei) cancellarono i loro ordini e le altre varianti non superarono la fase di progettazione.
La Lockheed decise allora di avviare la produzione di una variante commerciale basata su una versione demilitarizzata del C-130E Hercules. Il prototipo L-100 (registrato con marche N1130E) si staccò da terra per la prima volta il 20 aprile 1964 effettuando un volo di un'ora e 25 minuti. Il certificato di tipo venne emesso dalla Federal Aviation Administration (FAA) il 16 febbraio 1965 quindi venne avviata la produzione del primo lotto di 21 esemplari, il primo dei quali consegnato alla compagnia aerea Continental Air Services il 30 settembre 1965.
La tiepida accoglienza sul mercato dell'aviazione commerciale convinse la Lockheed ad avviare lo sviluppo di due nuove versioni dalla fusoliera allungata, gli L-100-20 e L-100-30, che dato il loro aumentato valore di carico utile risultavano economicamente più convenienti del modello originale. La produzione si protrasse fino al 1992 con un totale di unità realizzate, in tutte le versioni, di 114 esemplari. Molti L-100-20 vennero operati su voli cargo di linea dalla compagnia Delta Air Lines tra il 1968 ed il 1973.
Venne inoltre intrapreso lo sviluppo di una versione civile aggiornata basata sul Lockheed Martin C-130J-30 Super Hercules, tuttavia nel 2000 il programma venne accantonato a tempo indeterminato per la decisione di concentrare le energie sullo sviluppo e l'avvio alla produzione in serie della versione militare. In un comunicato emesso il 3 febbraio 2014, la Lockheed Martin ha formalmente rilanciato il programma LM-100J sostenendo che ci si aspetta di sottoscrivere contratti di fornitura per almeno 75 esemplari. L'azienda dichiara che il nuovo LM-100J è il modello ideale per sostituire gli L-100 civili ancora in servizio nelle flotte delle compagnie aeree cargo.

## Versioni
Le versioni civili sono equivalenti alla versione C-130E militare priva di serbatoi alari ed equipaggiamento militare.
L-100 (Model 382)
prototipo, equipaggiato con quattro motori turboelica Allison 501-D22, portato in volo per la prima volta nel 1964, realizzato in un esemplare.
L-100 (Model 382B)
versione di produzione in serie
L-100-20 (Model 382E e Model 382F)
versione dalla fusoliera allungata, certificata nel 1968, estesa di 1,5 m (5 ft) in avanti rispetto al bordo d'attacco alare e di 1,02 m (3 ft 4 in) verso coda.
L-100-30 (Model 382G)
versione dalla fusoliera ulteriormente allungata di 2,03 m (6 ft 8 in).
LM-100J (Model 382J)
versione civile aggiornata.

## Utilizzatori

### Civili
Al 2013, secondo il World Airlines Census 2013, un rapporto redatto da Flight International, risultavano 30 i Lockheed L-100 Hercules ancora in servizio presso compagnie aeree cargo.

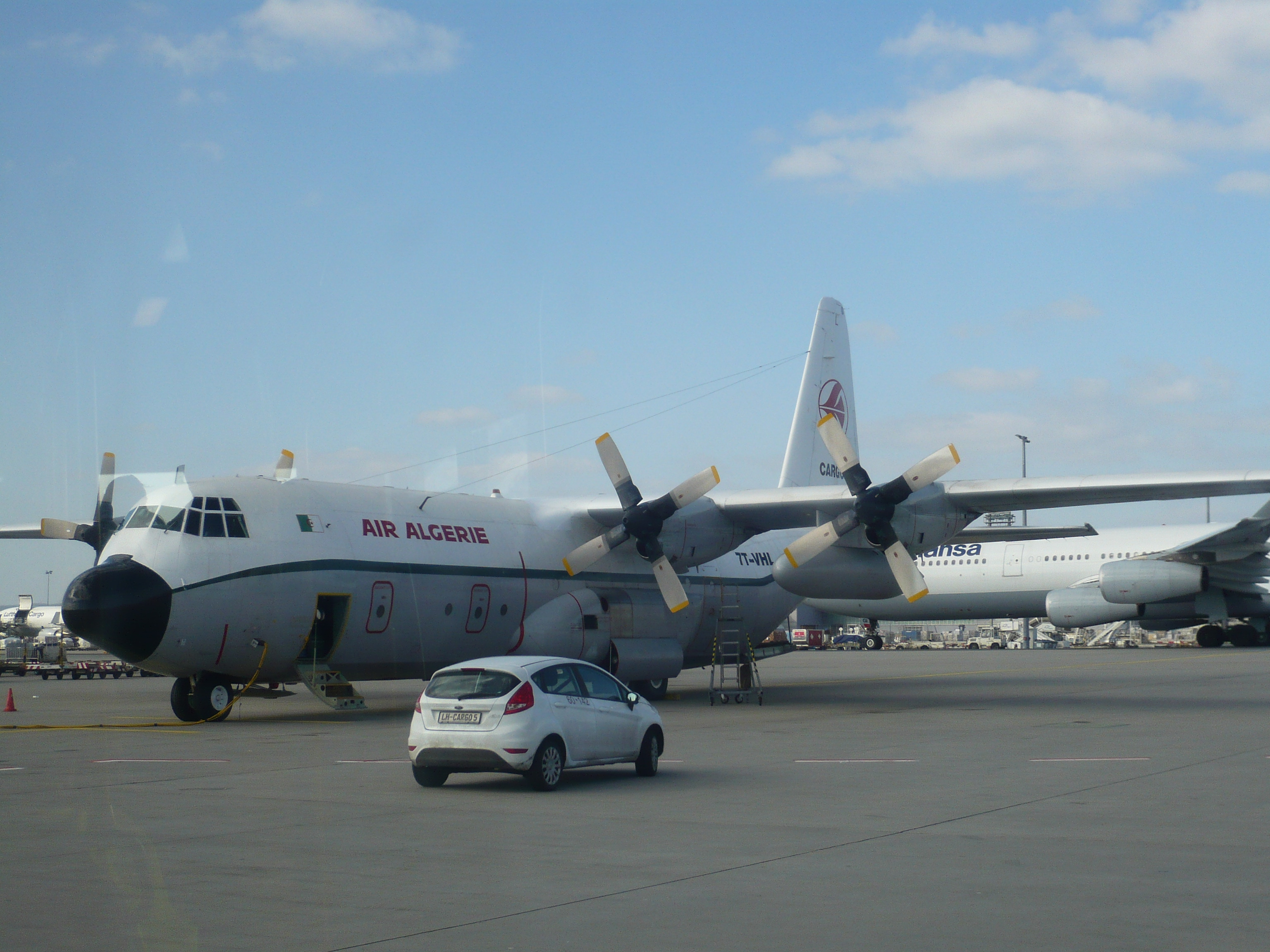
L'L-100 marche 7T-VHL della compagnia aerea Air Algérie (data imprecisata).

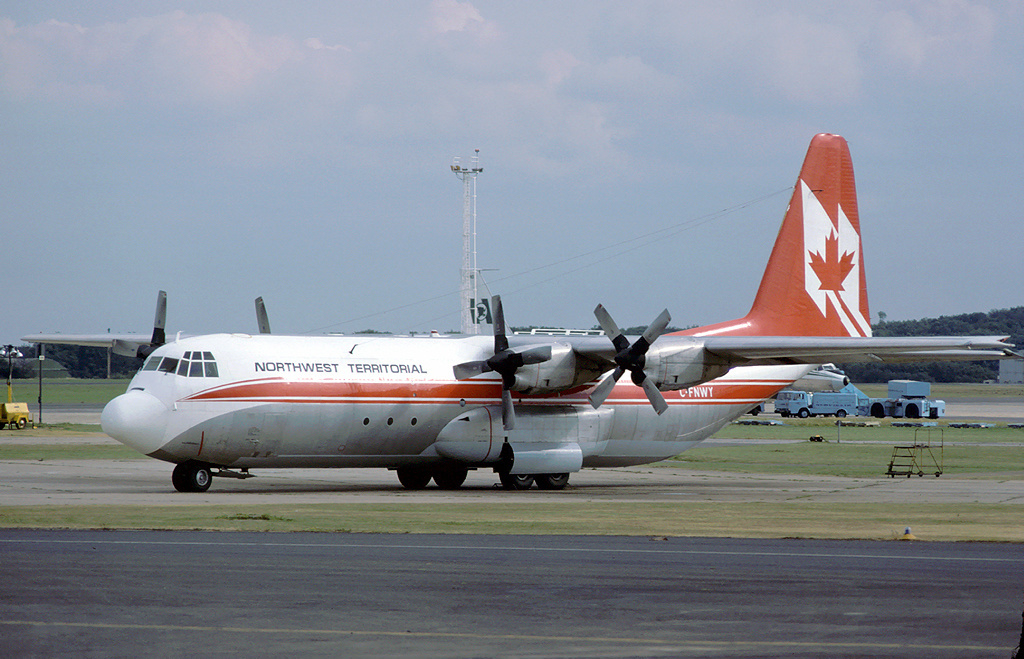
Un Lockheed L-100-30 della compagnia Northwest Territorial Airways all'Aeroporto di Londra-Stansted nel 1979.

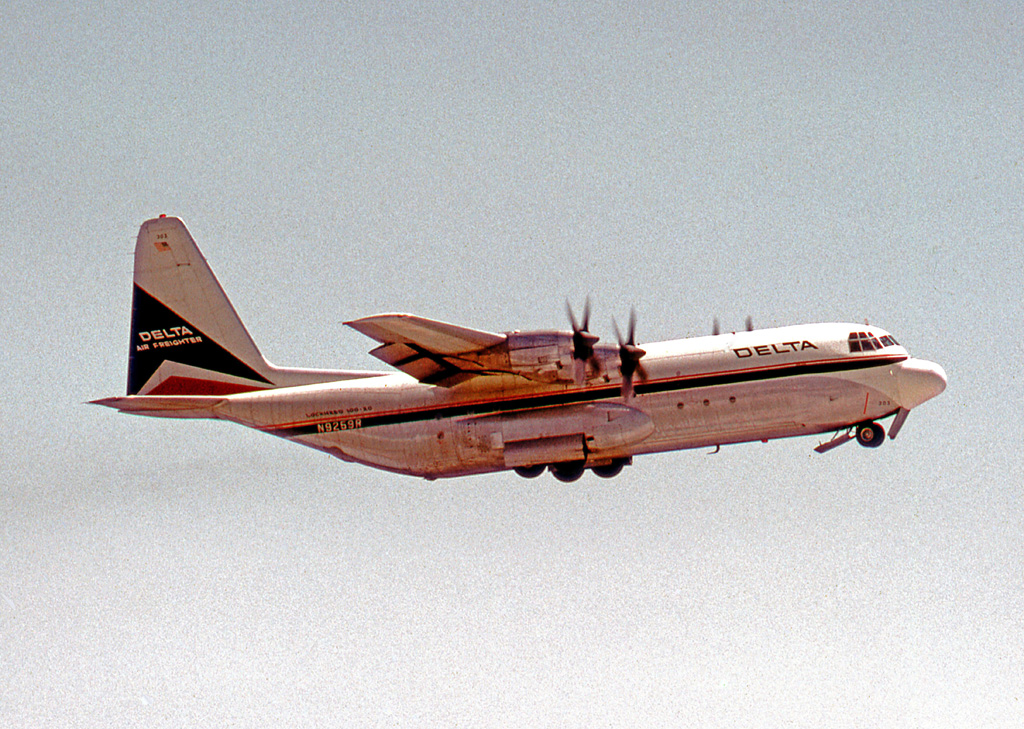
Un Lockheed L-100-20 della Delta Airlines mentre operava un volo di linea cargo dall'Aeroporto Internazionale di Atlanta-Hartsfield-Jackson, Georgia, nel 1972.

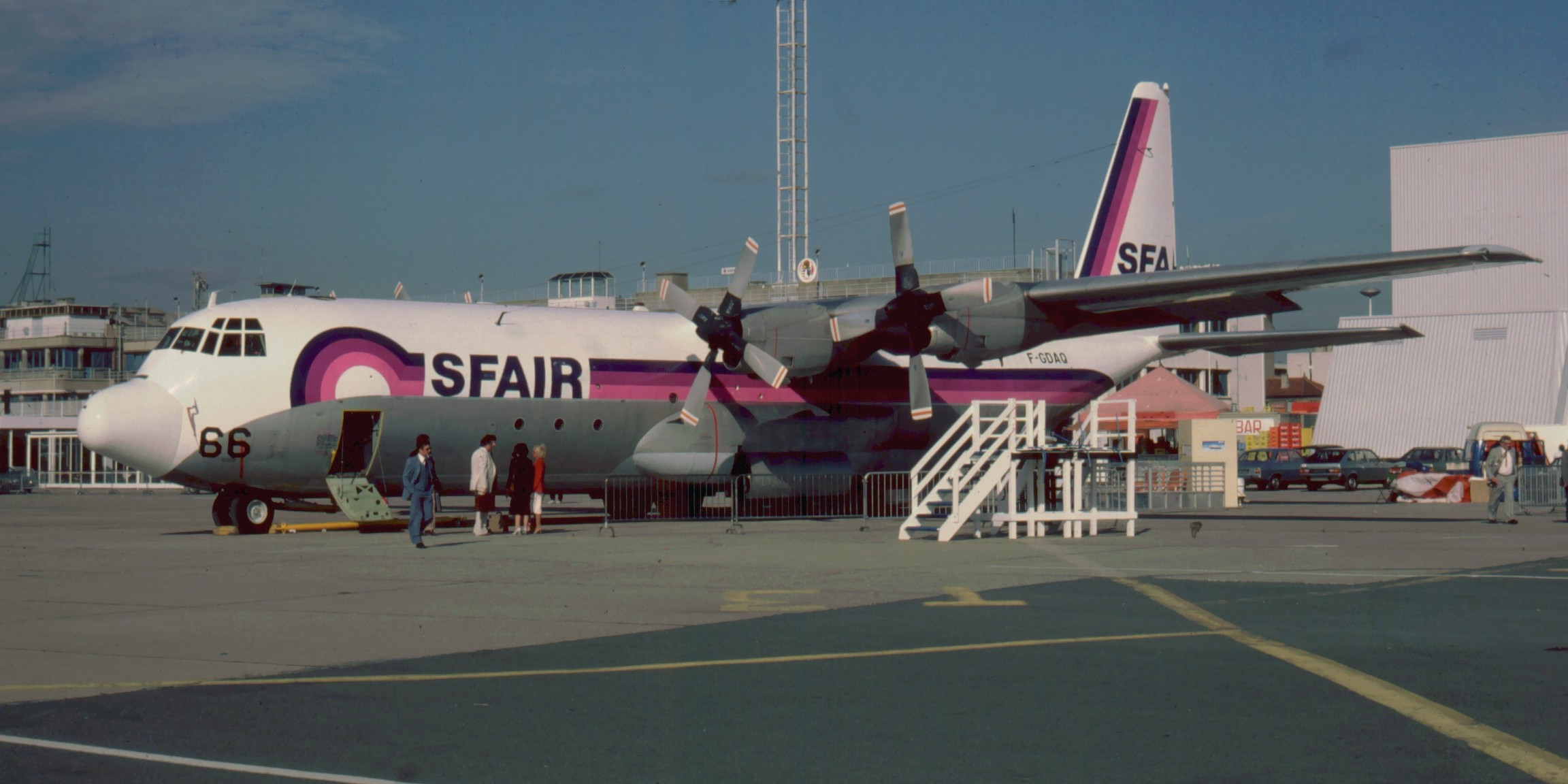
Un L-100 della francese SFAIR all'Aeroporto di Parigi-Le Bourget nel 1981.

 Algeria
- Air Algérie (1)

 Angola
- Transafrik International (2)

 Canada
- First Air (2)

 Irlanda
- Air Contractors (2)

 Papua Nuova Guinea
- Lynden Air Cargo PNG (3)

 Stati Uniti
- Lynden Air Cargo (4)
- National Airlines (N8) (3)
- Tepper Aviation (4)
- Prescott Support (2)

 Sudafrica
- Safair (5)

 Uganda
- Uganda Air Cargo (2)
- BAR Aviation (1)

### Militari
Al gennaio 2009 erano 35 i Lockheed L-100 utilizzati da varie forze aeree, tra le quali:
 Libia

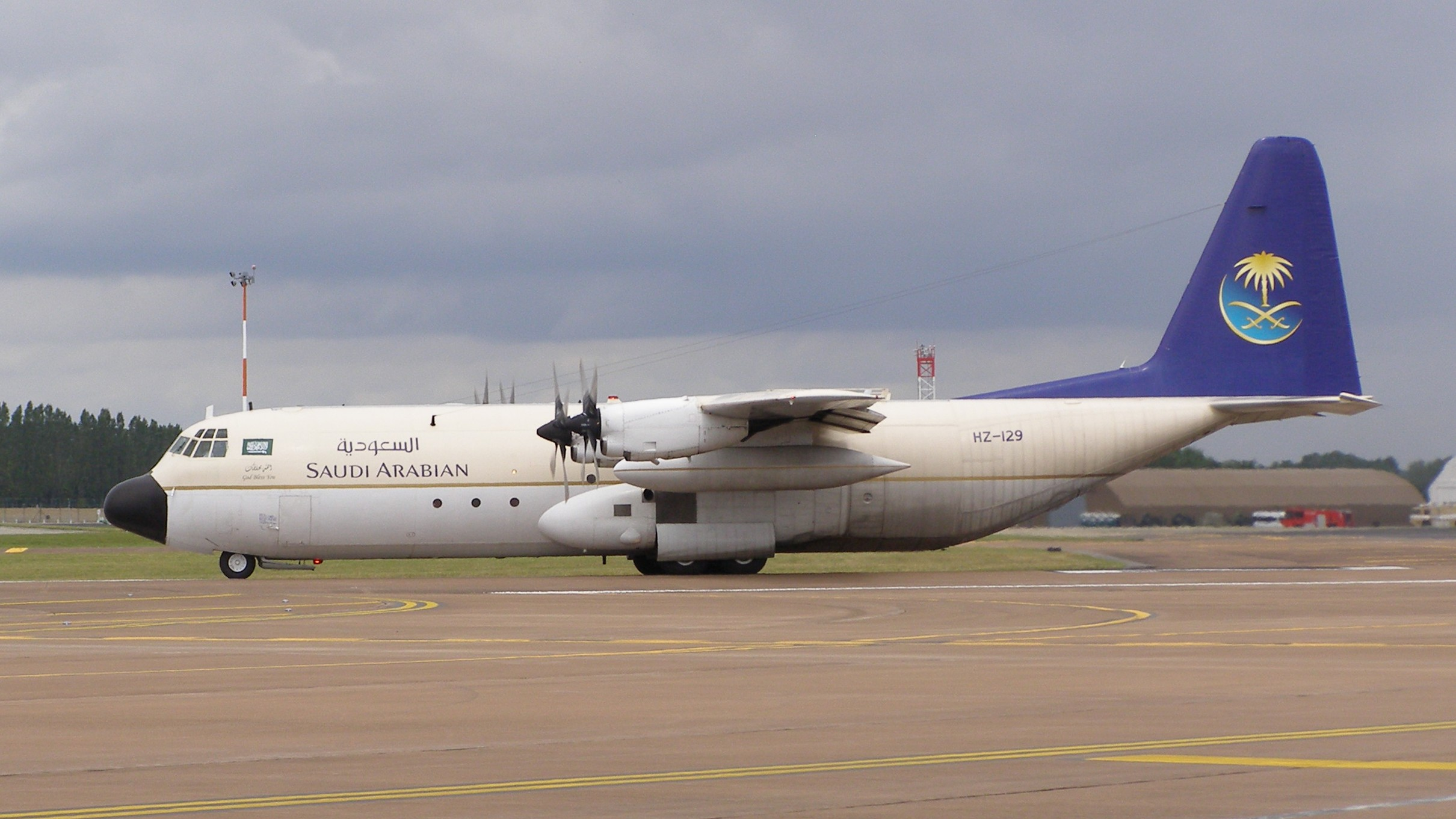
Un L-100 della Al-Quwwat al-Jawwiyya al-Sa'udiyya, la forza aerea saudita, in livrea Saudi Arabian Airlines e registrato HZ-129 in partenza dalla RAF Fairford, Inghilterra, in seguito al Royal International Air Tattoo del 2011.

- Al-Quwwat al-Jawwiyya al-Libiyya (5)

 Algeria
- Al-Quwwat al-Jawwiyya al-Jaza'iriyya (3)

 Arabia Saudita
- Al-Quwwat al-Jawwiyya al-Sa'udiyya (3 L-100-30 per voli reali)

 Ecuador
- Fuerza Aérea Ecuatoriana (1)

 Filippine
- Hukbong Himpapawid ng Pilipinas (4)

 Kuwait
- Al-Quwwat al-Jawwiyya al-Kuwaytiyya (3 L-100-30)

 Indonesia
- Tentara Nasional Indonesia Angkatan Udara (10 ordinati, 8 evasi e 6 in servizio)

 Perù
- Fuerza Aérea del Perú

6 L-100-20 in servizio al dicembre 2016.